# M 62 (звёздное скопление)
M 62 (также известное как Мессье 62 или NGC 6266) - шаровое звёздное скопление в созвездии Змееносца.

## История открытия
Было открыто Шарлем Мессье в 1771 году.

## Интересные характеристики
M 62 находится на расстоянии около 22 500 световых лет от Земли и составляет 100 световых лет в поперечнике. Из-за своей близости к центру Галактики, скопление деформировано воздействием гравитационных сил, что выражается в более плотной концентрации юго-восточной области скопления по сравнению с другими областями.

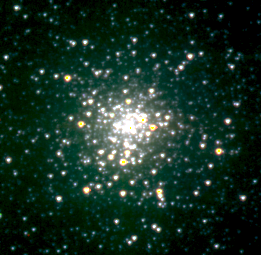
M 62 в ИК-диапазоне

По результатам исследований в 1970'-е годы известно, что M 62 содержит большое количество (>89) переменных звёзд, многие из которых принадлежат к типу RR Лиры. Скопление также содержит ряд источников рентгеновского излучения.

## Наблюдения

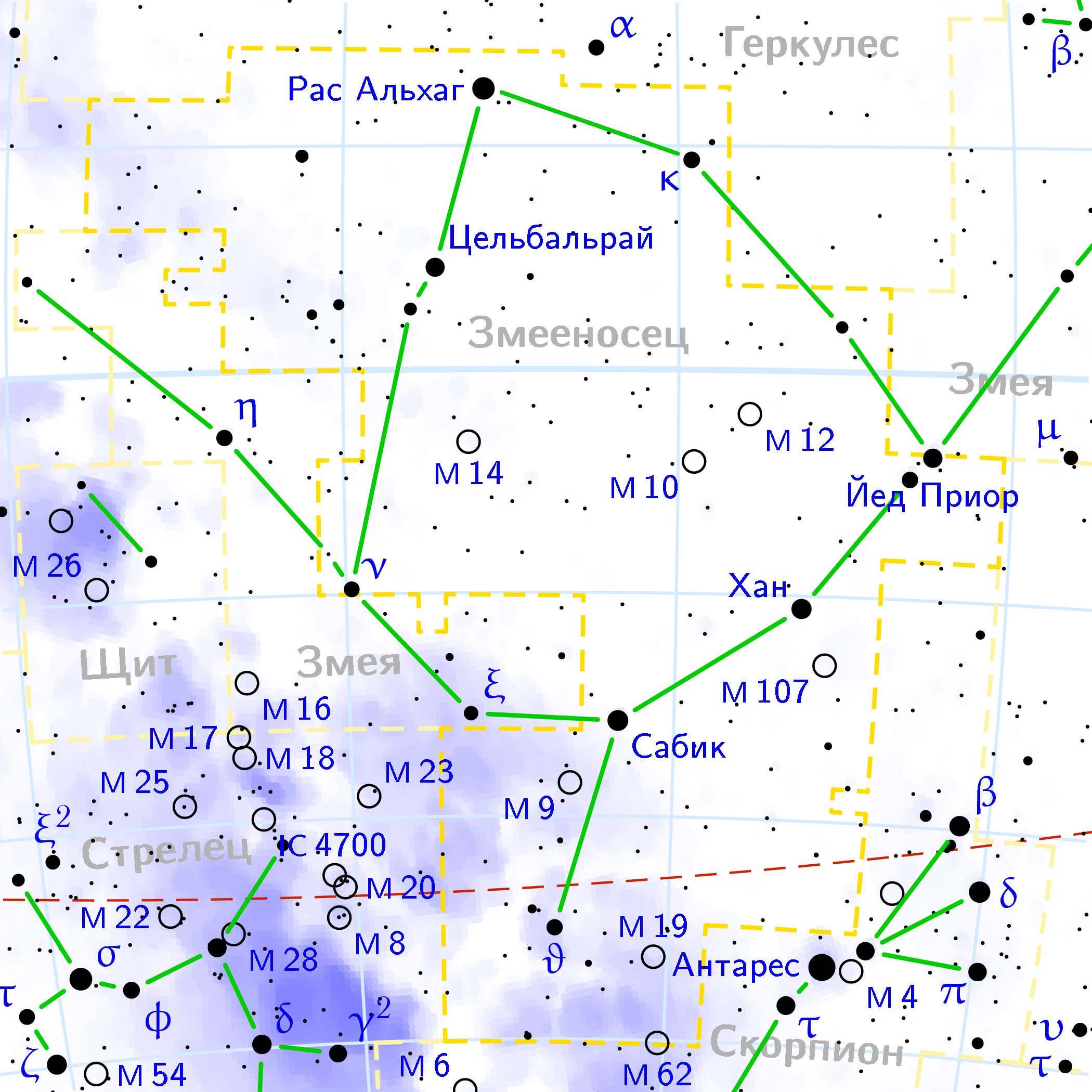
M 62 в Созвездии Змееносца

Это шаровое скопление на южной границе летнего созвездия Змееносец в безлунную ночь нетрудно отыскать в полевой бинокль на продолжении линии δ-α Скорпиона (примерно на полную длину этого отрезка в сторону Стрельца). Скопление расположено на 30 градусов южнее небесного экватора и едва доступно наблюдениям из центральных областей России, где оно восходит очень невысоко над горизонтом. На Кавказе и побережье Чёрного моря условия для наблюдений M 62 получше, но все же далеки от идеальных.
Между тем, это шаровое скопление весьма интересно для любительских наблюдений. Уже в телескоп средней апертуры (200—250 мм) заметна необычная эксцентричность расположения довольно яркого ядра относительно границ скопления, что делает этот объект немного подобным голове кометы. Такая деформация некоторыми объясняется приливным влиянием Галактики — M 62 одно из самых недалеких от её центра.

### Соседи по небу из каталога Мессье
- M 19 — (недалеко, к северу) похожее по яркости, но симметричное шаровое скопление;
- M 4 — (на запад, в Скорпионе у Антареса — α Скорпиона) огромное и яркое шаровое скопление;
- M 8 — (на восток, в Стрельце) знаменитая диффузная туманность «Лагуна»

### Последовательность наблюдения в «Марафоне Мессье»
…M 71 → M 27 → M 62 → M 19 → M 11…

## Изображения
Гал.долгота 353.5746° 

Гал.широта +7.3196° 

Расстояние 22 200 св. лет